# محمود علاء
محمود علاء الدين محمود إبراهيم (مواليد 28 يناير 1991 في الإسكندرية، مصر) هو لاعب كرة قدم مصري يلعب حاليًا لصالح الاتحاد السكندري معارًا من نادي الزمالك في مركز قلب الدفاع. وكان ضمن صفوف منتخب مصر الأوليمبي الذي شارك في الألعاب الأولمبية الصيفية 2012.

## الإنجازات

### معنادي الزمالك
- الدوري المصر الممتاز (1): 2020–21
- كأس مصر (2): 201[4]7–18،2018–19 [5][6]

- كأس الكونفدرالية الأفريقية (1): 2018–19[7]
- كأس السوبر المصري (1): 2020 نسخة محفوظة 3 مايو 2020 على موقع واي باك مشين.[8]
- كأس السوبر الأفريقي (1):2020[9]
- كأس السوبر المصري السعودي (1): 2018[10]

### فردية
- هداف الدوري المصري الممتاز 2018–19 (14 هدف)[11]

## روابط خارجية
- محمود علاء على موقع الاتحاد الدولي (مؤرشف)  (الإنجليزية)
- محمود علاء على موقع قاعدة بيانات كرة القدم.إي يو (الإنجليزية)
- محمود علاء على موقع ناشيونال فوتبول تيمز (الإنجليزية)
- محمود علاء على موقع Soccerway.com (الإنجليزية)
- محمود علاء على موقع أوليمبيديا (الإنجليزية)